# José de Roure
José de Roure y Mesquiriz (Vitoria, 1864-Madrid, 1909) fue un periodista y escritor español.

## Biografía

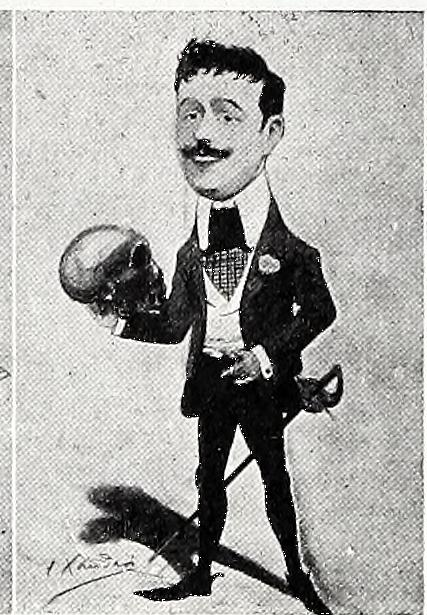
Caricaturizado por Xaudaró

Nacido en 1864 en la ciudad alavesa de Vitoria, fue redactor en Madrid de El Liberal (1890), La Correspondencia de España y, a comienzos del siglo XX, lo era de Blanco y Negro. Fue igualmente corresponsal de La Libertad de Vitoria (1902) y miembro de la Asociación de la Prensa de Madrid desde 1896. Colaboró en otras publicaciones como El Día, Satiricón (1903) y ABC (1903). A veces empleó como firma el seudónimo «El chiquito de Madrid». También participó en Euskal Erria y en Gedeón, donde se ocupaba de la sección «Los Jueves de Gedeón», que sin embargo no firmaba. También se desempeñó como autor dramático. Falleció el 8 de marzo de 1909. Fue enterrado en la sacramental de San Justo.